# Gaj Kasije Longin (pravnik)
Gaj Kasije Longin (lat. Gaius Cassius Longinus) - rimski pravnik i Sabinov učenik.
Posle smrti Sabina preuzeo je vođstvo nad sabinijanskom školom koja će se od tada pa sve do kraja zvati po njemu - kasijanka škola.
Kada je imao 30 godina izabran je za konzula, Kaligula ga je postavio za prokonzula u Aziji, a za vreme cara Klaudija bio je legat (predstavnik rimskog senata) u Siriji. 
Za vreme Neronove vladavine prognan je na Sardiniju gde je oslepljen. Umro je u Rimu.
Hroničari za njega kažu da je bio jedan od poslednjih pravnika koji je raspolagao velikim autoritetom (pa su ga otuda zvali "prudentissimus vir").
Poznat je po delu Commentarii iuri cvilis.
Imao je i brata pravnika, tribuna i cenzora koji se zvao Lucije Kasije Longin Ravila, koji je bio sudija i poznat po pitanju : Cui bono? (kome korist?), jedno od  pitanja koje se i danas postavlja u istrazi pri izvršenju krivičnog dela.